# カステルブオーノ
カステルブオーノ（イタリア語: Castelbuono, シチリア語: Castiddubbuonu）は、イタリア共和国シチリア自治州パレルモ県にある、人口約8,600人の基礎自治体（コムーネ）。

## 地理

### 位置・広がり
パレルモ県のコムーネ。県都パレルモから東南東へ67kmの距離にある。

#### 隣接コムーネ
隣接するコムーネは以下の通り。
- チェファル
- ジェラーチ・シークロ
- イズネッロ
- ペトラリーア・ソッターナ
- ポッリナ
- サン・マウロ・カステルヴェルデ